# Mittlere Pieninen
Die Mittleren Pieninen (polnisch: Pieniny Środkowe), auch Eigentliche Pieninen (polnisch: Pieniny Właściwe) genannt, sind ein Gebirge im Gebirgszug der Pieninen in der polnischen Woiwodschaft Kleinpolen im Kreis Powiat Tatrzański und den Gemeinden Czorsztyn und Krościenko nad Dunajcem. Oft werden die Mittleren Pieninen ungenau als Pieninen bezeichnet. Der Gebirgszug der Pieninen umfasst neben den Mittleren Pieninen auch die Zipser Pieninen und die Kleinen Pieninen sowie das Massiv der Gorlica in der Slowakei, das teilweise als Teil der Kleinen Pieninen und teilweise als eigenständiger Gebirgszug in den Pieninen betrachtet wird.

## Lage
Das Gebirge liegt nördlich der Zipser Magura (Grenze ist der Dunajec-Durchbruch), südlich der Gorce (Grenze ist das Tal der Krośnica), westlich der Kleinen Pieninen (Grenze ist der Dunajec-Durchbruch) und östlich der Zipser Pieninen (Grenze sind die Stauseen Jezioro Czorsztyńskie und Jezioro Sromowskie), im Gebirgszug der Pieninen. Es hat den Charakter eines Mittelgebirges. Die höchste Erhebung stellt mit 982 Metern Höhe die Trzy Korony, konkret der Gipfel Okrąglica, dar.
Die Mittleren Pieninen teilen sich wiederum in die Gebirgszüge:
- die Czorsztyner Pieninen im Westen
- das Drei-Kronen-Massiv in der Mitte
- die Pieninki im Osten

## Geologie
Die Mittleren Pieninen bestehen zu einem großen Teil aus Kalkgestein aus dem Jura. Zerklüftete Kalkfelsen findet man im ganzen Gebirgszug. Der Dunajec bildete zwei Durchbrüche durch die Mittleren Pieniny. In dem höher gelegenen Durchbruch zwischen Zipser und Mittleren Pieninen wurde die Staumauer des Jezioro Czorsztyńskie gebaut. Er ist daher seit 1997 geflutet und befindet sich unterhalb der Seeoberfläche des Stausees. Der zweite ca. acht Kilometer lange Durchbruch befindet sich flussabwärts und bildet einen der spektakulärsten Canyons in Europa.

## Natur
Das Gebirge hat eine reiche Flora und Fauna. Es liegt vollständig im Pieninen-Nationalpark.

## Tourismus
Die Mittleren Pieninen sind dicht besiedelt und für den Tourismus erschlossen. Im Nationalpark gibt es ein dichtes Netz an markierten Wanderwegen, beliebt ist vor allem der blau markierte Wanderweg über den Hauptkamm und der Pieninenweg entlang des Dunajec, sowie eine Schutzhütte Drei-Kronen-Hütte unterhalb der Trzy Korony am Beginn des Durchbruchs. Beliebt sind vor allem die bereits auf das 16. Jahrhundert zurückgehenden Floßfahrten durch den Dunajec-Canyon. Wildwasserkajak und Rafting in der Schlucht sind ebenfalls beliebt.

## Nachweise
- Witold Henryk Paryski, Zofia Radwańska-Paryska, Wielka encyklopedia tatrzańska, 2004, Wydawnictwo Górskie, Poronin, isbn=83-7104-009-1

## Panorama

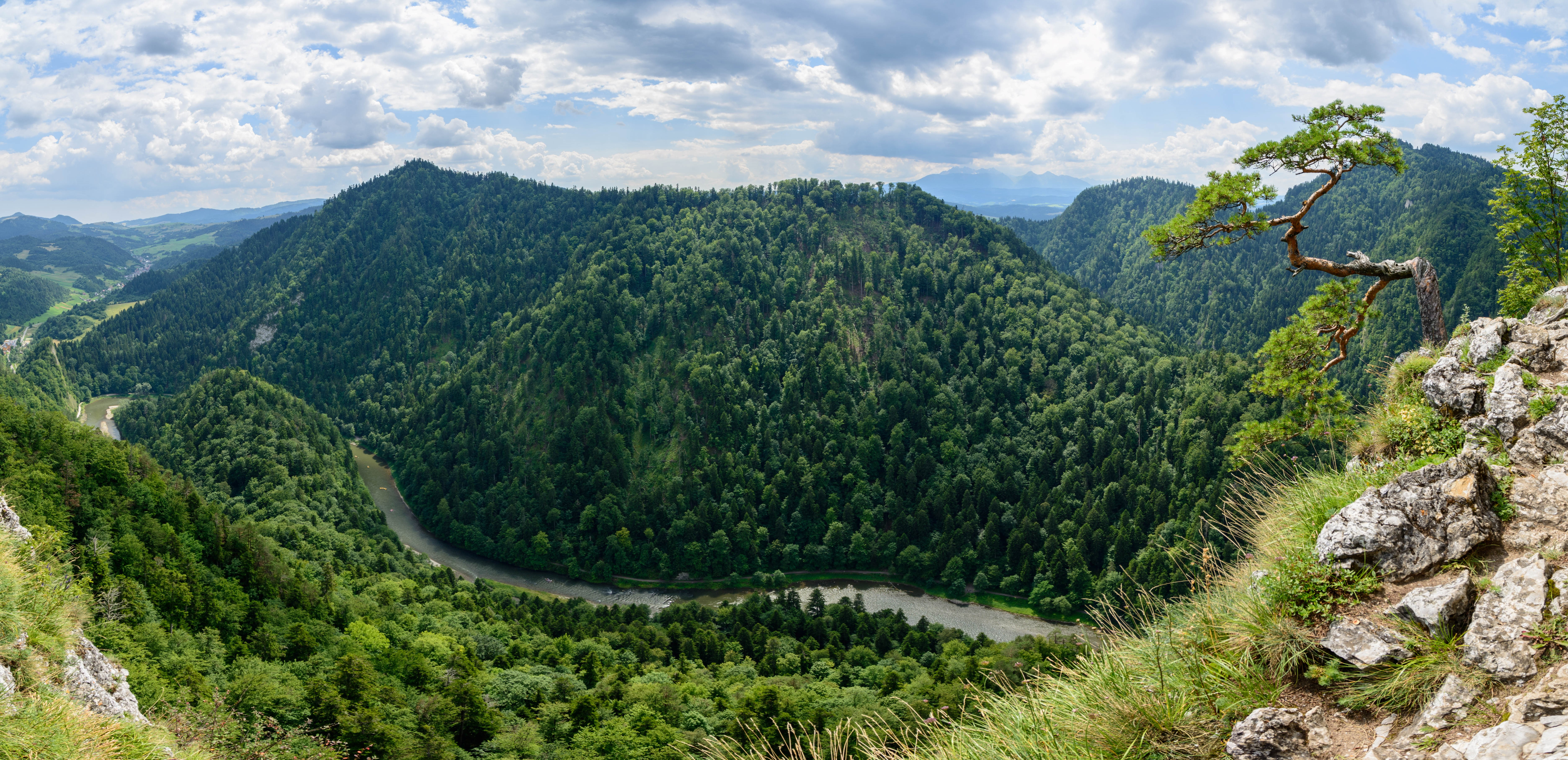
Blick vom Berg Sokolica auf den Dunajec-Durchbruch